# Diego Valeri (calciatore)
Diego Hernán Valeri (Valentín Alsina, 1º maggio 1986) è un dirigente sportivo ed ex calciatore argentino, di ruolo centrocampista.

## Biografia
È il nipote di Diego Armando Maradona.

## Carriera

### Club
Iniziò la sua carriera nel Lanús nel 2002, diventando un giocatore molto importante per la prima squadra. Nel 2005 si dovette fermare a lungo a causa della rottura del legamento crociato del ginocchio destro.
Nel 2007 ha vinto il Torneo di Apertura, primo campionato vinto dal Lanús nella sua storia. Nel 2008 però, nel Torneo di Clausura, non è riuscito a ripetere le buone prestazioni dell'anno precedente, complice anche un infortunio.
Il 16 luglio 2009 viene ufficializzato il suo trasferimento in prestito, con diritto di riscatto, al Porto. Nel 2010 viene mandato in prestito in Spagna, all'Almeria. Il 31 dicembre 2010, dopo sole 9 presenze, torna ufficialmente al Lanús dove segna 7 gol nelle prime 16 partite del campionato Clausura 2011 portando la squadra al terzo posto in classifica.
Nel 2013 passa al Portland Timbers. Il giorno successivo alla firma, segna la prima rete con il nuovo club nella sconfitta contro il Real Salt Lake in coppa nazionale. Al termine della prima stagione negli Stati Uniti colleziona 10 reti e 13 assist, venendo nominato come rivelazione della stagione.
La stagione successiva continua a giocare bene venendo scelto come titolare fisso e a fine stagione colleziona in totale 35 presenze e 11 reti. La stagione successiva segna una svolta nella storia del club; qualificati alla finale MLS, Valeri segna la rete dell'1-0 dopo pochi secondi dal calcio d'inizio contro il Columbus Crew, contribuendo alla conquista del primo titolo per il club e venendo eletto miglior giocatore del torneo.
Il 20 gennaio 2022, dopo otto anni, lascia Portland per tornare al Lanús.

### Nazionale
Nella primavera del 2011 disputa tre partite amichevoli con la nazionale argentina.

## Statistiche

### Presenze e reti nei club
| Stagione        | Squadra         | Campionato      | Campionato | Campionato | Coppe nazionali | Coppe nazionali | Coppe nazionali | Coppe continentali | Coppe continentali | Coppe continentali | Altre coppe | Altre coppe | Altre coppe | Totale | Totale |
| Stagione        | Squadra         | Comp            | Pres       | Reti       | Comp            | Pres            | Reti            | Comp               | Pres               | Reti               | Comp        | Pres        | Reti        | Pres   | Reti   |
| --------------- | --------------- | --------------- | ---------- | ---------- | --------------- | --------------- | --------------- | ------------------ | ------------------ | ------------------ | ----------- | ----------- | ----------- | ------ | ------ |
| 2002-2003       | Lanús           | PD              | 1          | 0          | -               | -               | -               | -                  | -                  | -                  | -           | -           | -           | 1      | 0      |
| 2003-2004       | Lanús           | PD              | 2          | 0          | -               | -               | -               | -                  | -                  | -                  | -           | -           | -           | 2      | 0      |
| 2004-2005       | Lanús           | PD              | 13         | 1          | -               | -               | -               | -                  | -                  | -                  | -           | -           | -           | 13     | 1      |
| 2005-2006       | Lanús           | PD              | 7          | 1          | -               | -               | -               | -                  | -                  | -                  | -           | -           | -           | 7      | 1      |
| 2006-2007       | Lanús           | PD              | 19         | 0          | -               | -               | -               | CS                 | 2                  | 0                  | -           | -           | -           | 21     | 0      |
| 2007-2008       | Lanús           | PD              | 26         | 8          | -               | -               | -               | CL                 | 9                  | 1                  | -           | -           | -           | 35     | 9      |
| 2008-2009       | Lanús           | PD              | 26         | 2          | -               | -               | -               | CL                 | 4                  | 0                  | -           | -           | -           | 30     | 2      |
| 2009-2010       | Porto           | PL              | 12         | 0          | CP              | 5               | 0               | CL                 | 2                  | 0                  | SP          | 0           | 0           | 19     | 0      |
| 2010-gen. 2011  | Almería         | PD              | 9          | 0          | CR              | 3               | 0               | -                  | -                  | -                  | -           | -           | -           | 12     | 0      |
| gen.-giu. 2011  | Lanús           | PD              | 18         | 8          | -               | -               | -               | CS                 | 1                  | 0                  | -           | -           | -           | 19     | 8      |
| 2011-2012       | Lanús           | PD              | 28         | 3          | -               | -               | -               | CL                 | 8                  | 1                  | -           | -           | -           | 36     | 4      |
| 2012-2013       | Lanús           | PD              | 16         | 2          | -               | -               | -               | CS                 | 0                  | 0                  | -           | -           | -           | 16     | 2      |
| 2013            | Portland        | MLS             | 31         | 10         | USOC            | 3               | 2               | -                  | -                  | -                  | PO          | 4           | 1           | 38     | 13     |
| 2014            | Portland        | MLS             | 33         | 11         | USOC            | 1               | 0               | CCL                | 1                  | 0                  | -           | -           | -           | 35     | 11     |
| 2015            | Portland        | MLS             | 22         | 2          | USOC            | 2               | 1               | -                  | -                  | -                  | PO          | 5           | 1           | 29     | 4      |
| 2016            | Portland        | MLS             | 30         | 14         | USOC            | 2               | 0               | CCL                | 3                  | 2                  | -           | -           | -           | 35     | 16     |
| 2017            | Portland        | MLS             | 32         | 21         | USOC            | 0               | 0               | -                  | -                  | -                  | PO          | 2           | 0           | 34     | 21     |
| 2018            | Portland        | MLS             | 32         | 10         | USOC            | 1               | 0               | -                  | -                  | -                  | PO          | 6           | 4           | 39     | 14     |
| 2019            | Portland        | MLS             | 31         | 8          | USOC            | 4               | 0               | -                  | -                  | -                  | PO          | 1           | 0           | 36     | 8      |
| 2020            | Portland        | MLS             | 19         | 8          | USOC            | 0               | 0               | -                  | -                  | -                  | PO          | 1           | 0           | 20     | 8      |
| 2021            | Portland        | MLS             | 29         | 2          | USOC            | 0               | 0               | CCL                | 4                  | 2                  | PO          | 3           | 0           | 36     | 4      |
| Totale Portland | Totale Portland | Totale Portland | 259        | 86         |                 | 13              | 3               |                    | 8                  | 4                  |             | 22          | 6           | 302    | 99     |
| 2021-2022       | Lanús           | PD              | 10         | 1          | -               | -               | -               | CS                 | 2                  | 0                  | -           | -           | -           | 12     | 1      |
| Totale Lanús    | Totale Lanús    | Totale Lanús    | 166        | 26         |                 | 0               | 0               |                    | 26                 | 2                  |             | 0           | 0           | 192    | 28     |
| Totale carriera | Totale carriera | Totale carriera | 446        | 112        |                 | 21              | 0               |                    | 36                 | 6                  |             | 22          | 6           | 525    | 124    |

### Presenze e reti in nazionale
| Cronologia completa delle presenze e delle reti in nazionale ― Argentina | Cronologia completa delle presenze e delle reti in nazionale ― Argentina | Cronologia completa delle presenze e delle reti in nazionale ― Argentina | Cronologia completa delle presenze e delle reti in nazionale ― Argentina | Cronologia completa delle presenze e delle reti in nazionale ― Argentina | Cronologia completa delle presenze e delle reti in nazionale ― Argentina | Cronologia completa delle presenze e delle reti in nazionale ― Argentina | Cronologia completa delle presenze e delle reti in nazionale ― Argentina |
| Data                                                                     | Città                                                                    | In casa                                                                  | Risultato                                                                | Ospiti                                                                   | Competizione                                                             | Reti                                                                     | Note                                                                     |
| ------------------------------------------------------------------------ | ------------------------------------------------------------------------ | ------------------------------------------------------------------------ | ------------------------------------------------------------------------ | ------------------------------------------------------------------------ | ------------------------------------------------------------------------ | ------------------------------------------------------------------------ | ------------------------------------------------------------------------ |
| 16-3-2011                                                                | San Juan                                                                 | Argentina                                                                | 4 – 1                                                                    | Venezuela                                                                | Amichevole                                                               | -                                                                        |                                                                          |
| 20-4-2011                                                                | Mar del Plata                                                            | Argentina                                                                | 2 – 2                                                                    | Brasile                                                                  | Amichevole                                                               | -                                                                        |                                                                          |
| 25-5-2011                                                                | Resistencia                                                              | Argentina                                                                | 4 – 2                                                                    | Paraguay                                                                 | Amichevole                                                               | -                                                                        | 86’                                                                      |
| Totale                                                                   |                                                                          | Presenze                                                                 | 3                                                                        |                                                                          | Reti                                                                     | 0                                                                        |                                                                          |

## Palmarès
- Campionato argentino: 1

Lanús: 2007
- Supercoppa portoghese: 1

Porto: 2009
- Coppa portoghese: 1

Porto: 2010
- Campionato statunitense: 1

Portland Timbers: 2015